# Hylaeus dromedarius
Hylaeus dromedarius är en biart som först beskrevs av Cockerell 1910.  Hylaeus dromedarius ingår i släktet citronbin, och familjen korttungebin. Inga underarter finns listade i Catalogue of Life.

## Bildgalleri

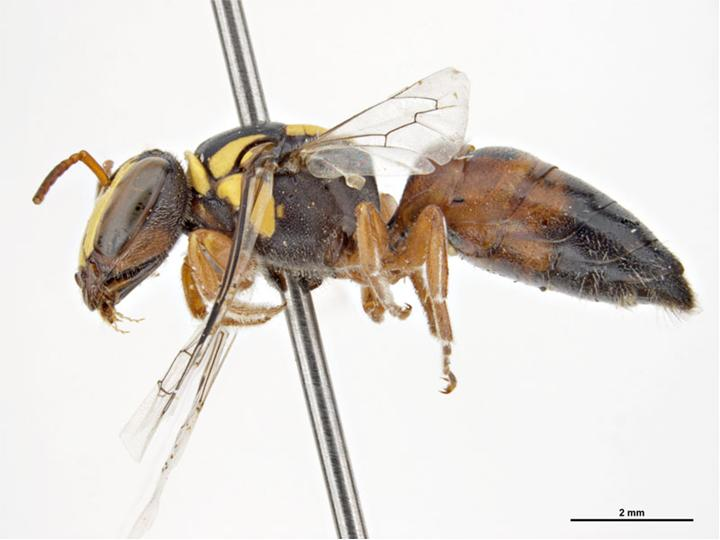
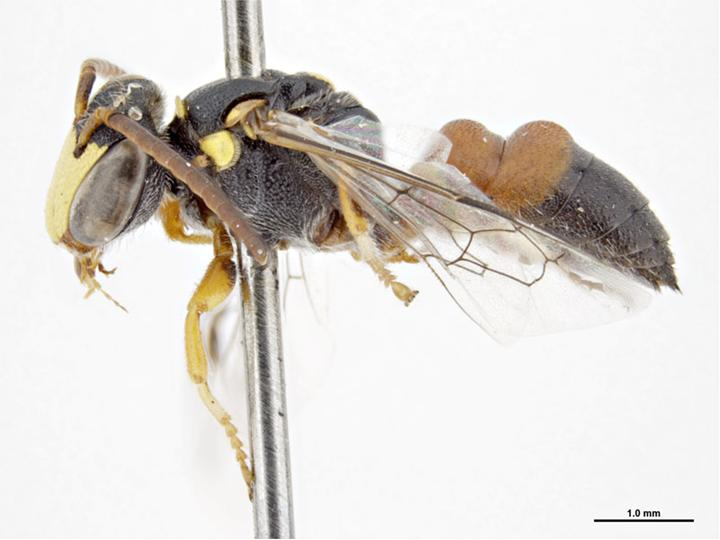